# Équipe cycliste J.B. Louvet
L'équipe cycliste J.B. Louvet, est une équipe cycliste française de cyclisme professionnel sur route, active entre 1909 et 1955, sponsorisée par J.B. Louvet, une entreprise française de construction de bicyclettes. Les membres de l'équipe sont appelés Louveteau par la presse de l'époque.

## Histoire
Jean-Baptiste Louvet, un ancien coureur cycliste français, fonde, en 1903, une entreprise de construction de bicyclettes à Puteaux qui équipe et sponsorise des coureurs, puis une équipe, entreprise rachetée en 1937 par Dilecta. 
Henri Pélissier, Francis Pélissier, Jean Brunier, Maurice Schilles et Charles Lacquehay ont gagné sous le maillot, vert à bande rouge, J.B. Louvet.
L'équipe cycliste J.B. Louvet participe au Tour de France à partir de 1922.

## Principaux résultats

### Classiques
- Bordeaux-Paris : 1919 (Henri Pélissier), 1922 (Francis Pélissier), 1928 (Hector Martin)
- Paris-Caen : 1924 (Marcel Colleu), 1925 (Camille Van De Casteele), 1926 (Camille Van De Casteele)
- Paris-Dijon : 1919 (Francis Pélissier)
- Paris-Nancy : 1919 (Francis Pélissier)
- Paris-Nantes : 1927 (Hector Martin)
- Paris-Tours : 1928 (Denis Verschueren)
- Paris-Roubaix : 1919 (Henri Pélissier)

### Courses par étapes
- Circuit du Morbihan : 1937 (Robert Wierinckx)
- Grand Prix de Provence : 1920 (Francis Pélissier)
- Tour d'Allemagne : 1931 4e étape (Joseph Mauclair)

### Bilan sur les grands tours
- Tour de France
  - Victoires d'étapes 
    - 2 en 1912 : Vincenzo Borgarello
    - 2 en 1919 : Henri Pélissier, Francis Pélissier
    - 3 en 1925 : Hector Martin
    - 1 en 1926 : Camille Van De Casteele
    - 4 en 1927 : Hector Martin, Gustave Van Slembrouck
    - 1 en 1929 : Charles Pélissier

- Tour d'Italie
  - Victoires d'étapes 
    - 3 en 1912 : Vincenzo Borgarello

### Championnats nationaux
- Championnat de France sur route :
  - Course en ligne : 1921 (Francis Pélissier), 1922 (Jean Brunier), 1923 (Francis Pélissier)

## Effectifs
- 1911
  - Achille Germain

- 1912[2]
  - Pierino Albini
  - Vincenzo Borgarello
  - Édouard Léonard
  - Alfons Spiessens
  - Joseph Van Daele

- 1913
  - Pierino Albini
  - Édouard Léonard
  - Alfons Spiessens

- 1914
  - Édouard Léonard
  - Alfons Spiessens
  - Joseph Van Daele
  - René Vandenberghe

- 1919
  - Francis Pélissier
  - Henri Pélissier

- 1920
  - Francis Pélissier
  - Henri Pélissier

- 1921
  - Francis Pélissier
  - Henri Pélissier

- 1922
  - Jean Brunier
  - Georges Detreille
  - Francis Pélissier
  - Henri Pélissier

- 1923
  - Jean Brunier
  - Georges Detreille
  - Charles Lacquehay
  - Charles Pélissier
  - Francis Pélissier
  - Raoul Lorain

- 1924
  - Jean Brunier
  - Georges Detreille
  - Charles Lacquehay

- 1925[3]
  - Georges Detreille
  - Robert Jacquinot
  - Camille Van De Casteele

- 1926
  - Romain Bellenger
  - Camille Van De Casteele

- 1927
  - Gabriel Marcillac
  - Hector Martin
  - Gustave Van Slembrouck
  - Joseph Wauters

- 1928
  - Hector Martin
  - Denis Verschueren
  - Joseph Wauters

- 1929
  - Lucien Buysse
  - Charles Pélissier
  - Francis Pélissier

- 1931
  - Camille Foucaux
  - Joseph Mauclair
  - Jean Wauters

- 1932
  - Jean Wauters

- 1933
  - Jean Wauters

- 1934
  - Jean Wauters

- 1937
  - Robert Wierinckx

- 1939
  - Alfred Letourneur

- 1948
  - Joseph Goutorbe
  - Georges Ramoulux

- 1951
  - Robert Charpentier

- 1953
  - Joseph Morvan

- 1954
  - Marcel Janssens